# 钟毅墓
钟毅墓为抗日战争时期在枣宜会战中牺牲的国军师长钟毅的埋葬处，位于中国广西壮族自治区桂林市七星区朝阳乡尧山西麓高马脚以北50米处。
该墓坐东朝西，以料石围砌，墓碑上刻有中国国民党党徽，两侧为线刻云纹。碑文为“陆军中将前173师师长钟公讳毅字天任府君之墓”。墓冢为圆形，高约为1.6米，宽为5米，墓园开阔，前方有台阶。1984年公布为桂林市文物保护单位。